# Michael Francis
Michael Francis (1976) è un direttore d'orchestra britannico.

## Biografia
Francis imparò il contrabbasso da giovane. È stato membro della European Union Youth Orchestra e si è laureato nel 1997 alla Cardiff University School of Music. Prima di iniziare a dirigere ha suonato il contrabbasso per la London Symphony Orchestra. La sua prima esibizione pubblica come direttore di una grande orchestra avvenne nel gennaio 2007, quando il primo direttore d'orchestra della London Symphony Orchestra, Valery Gergiev, si ammalò.
In Europa Francis diventò direttore principale e consulente artistico dell'Orchestra Sinfonica di Norrköping nel 2012 ed ricoprì la carica fino al 2016. Nel mese di dicembre 2016 Francis diresse la Staatsphilharmonie Rheinland-Pfalz per la prima volta come ospite. Nel dicembre 2018 la Staatsphilharmonie Rheinland-Pfalz annunciò la nomina di Francis come suo successivo direttore principale, con efficacia dalla stagione 2019-2020, con un contratto iniziale di 5 anni.
Negli Stati Uniti Francis è diventato direttore musicale della Florida Orchestra a partire dalla stagione 2015-2016, con un contratto iniziale di 3 anni. Il suo contratto attuale con la Florida Orchestra è fino al 2024. È diventato direttore musicale del Mainly Mozart Festival (San Diego, California, USA) nell'estate 2015.

## Vita privata
Francis vive in Florida con la moglie americana Cindy e la loro figlia.